# Tshotlego Morama
Tshotlego Morama er en botswansk paralympisk sprinter. Hun repræsenterede Botswana under de Sommer-PL 2004 i Athen i 2004, hvor hun vandt guld i 400 m sprint i kategorien T46, og satte dermed en ny verdensrekord.
Morama vandt også guld i de panafrikanske lege i 2007, og satte en ny afrikansk rekord i 200-meterløb for kvinder.
Morama repræsenterede Botswana under de paralympiske sommerlege 2008 i Beijing.